# ۴۵۵ (میلادی)
۴۵۵ (میلادی) چهارصد و پنجاه و پنجمین سال تقویم میلادی است.

## درگذشتگان
- ۱۶ مارس - والنتینیان سوم، امپراتور روم غربی[۱]
- ۳۱ مه - پترونیوس ماکسیموس، امپراتور روم غربی[۲]
- بیو، پادشاه باکجه